# Laxárdalsvegur
Der Laxárdalsvegur ist eine Nebenstraße im Westen und Nordwesten von Island.
Die Straße zweigt im Hvammsfjörður südlich des Ortes Búðardalur vom Vestfjarðavegur  nach Osten ab.
Sie verläuft im Laxárdalur neben der Laxá í Dölum, die auch Laxá í Laxárdal genannt wird.

Auf der Laxárdalsheiði steigt sie bis auf 200 m an.
Östlich davon überquert sie die Laxá í Hrútafirði und mündet nördlich von Borðeyri am Hrútafjörður in den Innstrandavegur .
Nur der westliche Teil dieser Straße ist asphaltiert.